# Triathlon internazionale Città di Bardolino
Il Triathlon internazionale Città di Bardolino è una competizione di triathlon nata il 2 settembre del 1984 e che si svolge nel comune di Bardolino (VR), la prima competizione di triathlon organizzata in Italia, organizzata dalla G.S. Bardolino Triathlon di Dante Armanini, con la collaborazione tecnica delle società sportive di Bardolino sotto l'egida della FITRI (Federazione Italiana Triathlon).

## Percorso
Le prove seguono le regole del triathlon olimpico: una frazione di nuoto di 1,5 km, una di ciclismo da 40 km e una prova finale di corsa da 10 km.
La prova di nuoto parte da Punta Cornicello, dalla quale gli atleti giungono a Riva Cornicello al termine del Lungolago Lenotti a Bardolino, frazione durante la quale gli atleti possono utilizzare una muta di 3 millimetri se la temperatura delle acque è inferiore ai 22° .
Dal Lungolago Lenotti i concorrenti si spostano nella zona cambio all'interno del parco di Villa Carrara per salire in bicicletta ed affrontare i 40 km della frazione ciclistica che passa per Calmasino, Vallesana, Veronello, Pastrengo, Cavaion Veronese, Affi, Peagne, Caprino Veronese, Pesina, Costermano sul Garda, Albaré e San Colombano, per concludersi nuovamente a Bardolino, dove avviene l'ultimo cambio.
La frazione di corsa (10 km) si sviluppa su due giri del circuito di 5 km che costeggia le rive del lago, con passaggi anche dal centro abitato di Bardolino, fino al traguardo di Villa Carrara.

## Albo d'oro
| Edizione  | Anno      | Maschile                                         | Femminile                                        |
| --------- | --------- | ------------------------------------------------ | ------------------------------------------------ |
| 1         | 1984      | Paolo Cantoni                                    | Anna Dondoglio                                   |
| 2         | 1985      | Alain Dallenbach                                 | Elena Dugono                                     |
| 3         | 1986      | Danilo Palmucci                                  | Elena Dugono                                     |
| 4         | 1987      | Danilo Palmucci                                  | Dagi Reim                                        |
| 5         | 1988      | Walter Carnovali                                 | Laura Beretia                                    |
| 6         | 1989      | Alain Dallenbach                                 | Claudia Garbarino                                |
| 7         | 1990      | Dean Piazza                                      | Mirella Gandellini                               |
| 8         | 1991      | Fabrizio Ferraresi                               | Mirella Gandellini                               |
| 9         | 1992      | Andrea Lombardozzi                               | Mirella Gandellini                               |
| 10        | 1993      | Giampietro De Faveri                             | Edith Cigana                                     |
| 11        | 1994      | Martin Matula                                    | Mirella Gandellini                               |
| 12        | 1995      | Danilo Palmucci                                  | Mirella Gandellini                               |
| 13        | 1996      | Maurizio De Benedetti                            | Silvia Riccò                                     |
| 14        | 1997      | Martin Matula                                    | Francesca Tibaldi                                |
| 15        | 1998      | Stefan Holzner                                   | Barbara Chierici                                 |
| 16        | 1999      | Damian Zepic                                     | Joanne King                                      |
| 17        | 2000      | Jan Řehula                                       | Magalì Messmer                                   |
| 18        | 2001      | Volodymyr Polikarpenko                           | Erika Molnar                                     |
| 19        | 2002      | Volodymyr Polikarpenko                           | Lenka Radova                                     |
| 20        | 2003      | Volodymyr Polikarpenko                           | Beatrice Lanza                                   |
| 21        | 2004      | Volodymyr Polikarpenko                           | Nadia Cortassa                                   |
| 22        | 2005      | Volodymyr Polikarpenko                           | Lenka Radova                                     |
| 23        | 2006      | Volodymyr Polikarpenko                           | Beatrice Lanza                                   |
| 24        | 2007      | Csaba Kuttor                                     | Nadia Cortassa                                   |
| 25        | 2008      | Nicolas Becker                                   | Giunia Chenevier                                 |
| 26        | 2009      | Tony Moulai                                      | Kate Roberts                                     |
| 27        | 2010      | David Matthews                                   | Vicky Holland                                    |
| 28        | 2011      | Balázs Pocsai                                    | Mateja Simic                                     |
| 29        | 2012      | Aurélien Raphaël                                 | Alice Betto                                      |
| 30        | 2013      | David Ruzsas                                     | Mateja Šimic                                     |
| 31        | 2014      | Thomas André                                     | Gaia Peron                                       |
| 32        | 2015      | Aurélien Raphaël                                 | Sara Dossena                                     |
| 33        | 2016      | Tamás Tóth                                       | Lisa Perterer                                    |
| 34        | 2017      | Tamás Tóth                                       | Mathilde Gautier                                 |
| 35        | 2018      | Marco Corrà                                      | Alessia Orla                                     |
| 36        | 2019      | Michele Sarzilla                                 | Zsanett Bragmayer                                |
| 2020-2021 | 2020-2021 | Non disputata a causa della Pandemia di COVID-19 | Non disputata a causa della Pandemia di COVID-19 |
| 37        | 2022      | Gregory Barnaby                                  | Lilli Gelmini                                    |